# Hugh Tizard
Pas d'image ? Cliquez ici

a Compétitions nationales et continentales officielles uniquement.

b Matchs officiels uniquement.
Dernière mise à jour le 29 août 2023.
Hugh Tizard, né le 31 mars 2000 à Guildford (Angleterre), est un joueur anglais de rugby à XV jouant au poste de deuxième ligne aux Saracens depuis 2022.
Il commence sa carrière en 2019 aux Harlequins, avant d'être prêté aux London Scottish. En 2022, il rejoint les Saracens, avec qui il remporte le Championnat d'Angleterre en 2023.

## Biographie

### Jeunesse et formation
Hugh Tizard naît à Guildford où il commence à jouer au rugby dès l'âge de sept ans au Guildfordians RFC, avant de rejoindre le centre de formation des Harlequins à l'âge de 16 ans, et d'obtenir également une bourse d'études pour fréquenter la Cranleigh School (en).
En 2020, il est sélectionné en équipe d'Angleterre des moins de 20 ans pour participer au Tournoi des Six Nations des moins de 20 ans 2020. Il y joue quatre matchs, marquant un essai. Les Anglais terminent à la quatrième place.

### Début de carrière aux Harlequins (2019-2022)
Il fait ses débuts professionnels en octobre 2019, à l'âge de 19 ans, lors de la phase de poule de la Coupe d'Angleterre 2019-2020, contre les Saracens lorsqu'il remplace Dino Lamb. Puis, il passe le reste de la saison en prêt aux London Scottish, club du deuxième division anglaise, où il joue six rencontres,. Il fait son retour durant la saison 2020-2021, durant laquelle il joue 11 matchs toutes compétitions confondues. Les Harlequins se qualifient jusqu'en finale où ils affrontent les Exeter Chiefs. Tizard ne participe pas à cette rencontre, mais son équipe s'impose en toute fin de match 38-40,. Puis, il gagne beaucoup de temps de jeu en 2021-2022, où il joue 28 matchs et marque trois essais.

### Départ aux Saracens (depuis 2022)
À partir de la saison 2022-2023, Hugh Tizard quitte son club formateur pour rejoindre les Saracens. Il explique que sa décision a été influencée par son ambition de jouer pour l'Angleterre et aux côtés de Maro Itoje. Il fait ses débuts avec sa nouvelle équipe dès la deuxième journée de championnat, en étant titularisé contre les Harlequins. Son équipe l'emporte 27-30. Quelque temps après, il est sélectionné pour la première fois en équipe d'Angleterre par Eddie Jones afin de participer aux tests internationaux d'automne 2022. Il ne connaît toutefois pas sa première cape à cette occasion. Ensuite, il s'impose comme l'un des titulaires à son poste et joue 26 matchs, dont 22 en tant que titulaire. Pour sa première saison avec son nouveau club, les Saracens sont d'abord éliminés en quarts de finale de la Champions Cup par le Stade rochelais mais atteignent ensuite la finale du championnat. Il est titulaire en deuxième ligne accompagné par Itoje lors de cette finale remportée 35-25 face aux Sale Sharks.

## Palmarès
- Harlequins
  - Vainqueur du Championnat d'Angleterre en 2021
- Saracens
  - Vainqueur du Championnat d'Angleterre en 2023